# Polemonium eddyense
Polemonium eddyense är en blågullsväxtart som beskrevs av Stubbs. Polemonium eddyense ingår i släktet blågullssläktet, och familjen blågullsväxter. Inga underarter finns listade i Catalogue of Life.